# 奥克·特尔宁
奥克·特尔宁（瑞典語：Åke Thelning，1892年10月24日—1979年2月16日），瑞典男子马术运动员。他曾代表瑞典参加1924年夏季奥林匹克运动会马术比赛，获得团体场地障碍赛金牌。